# Abadia de Alcobaça
Nota: Esta página é sobre a Abadia de Alcobaça e sua história. Sobre as instalações do Mosteiro de Alcobaça consulte a página Mosteiro de Alcobaça.

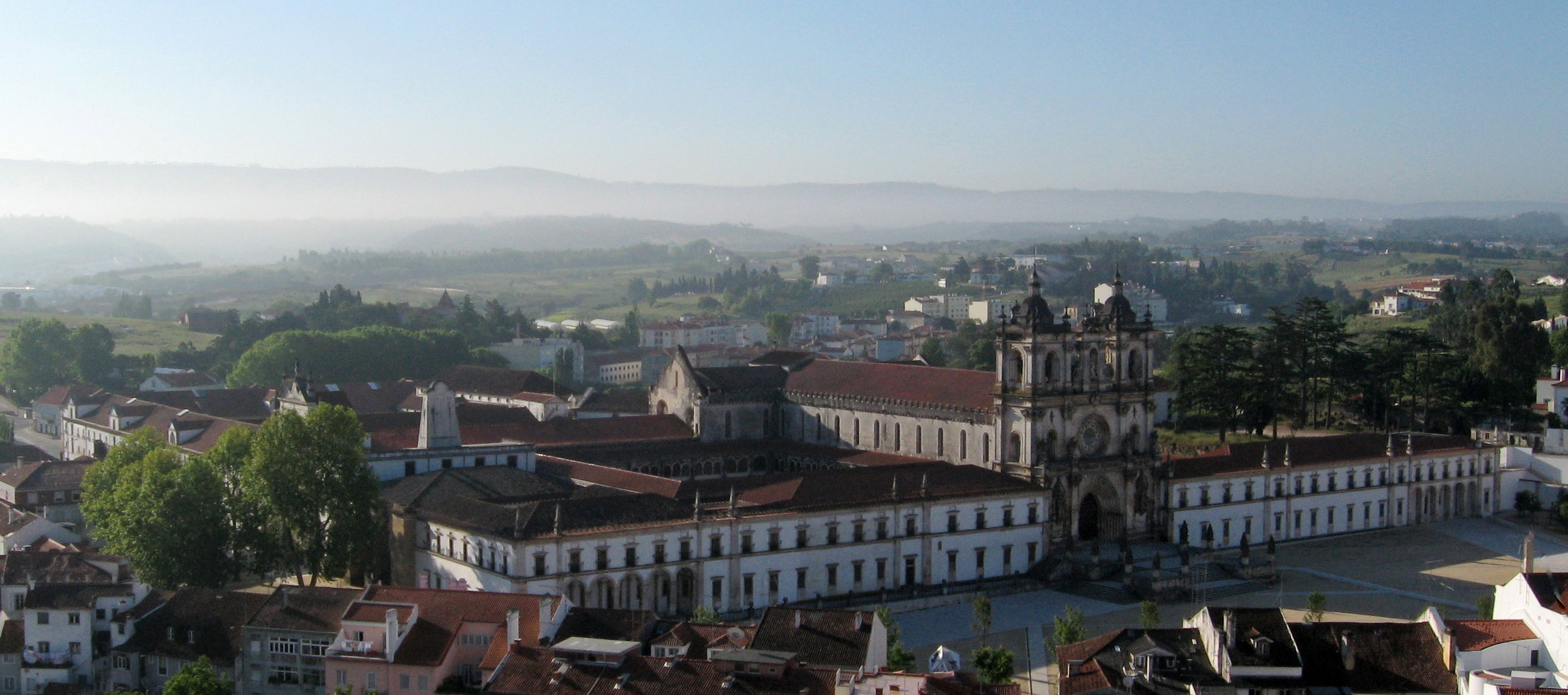
Real Abadia de Alcobaça.

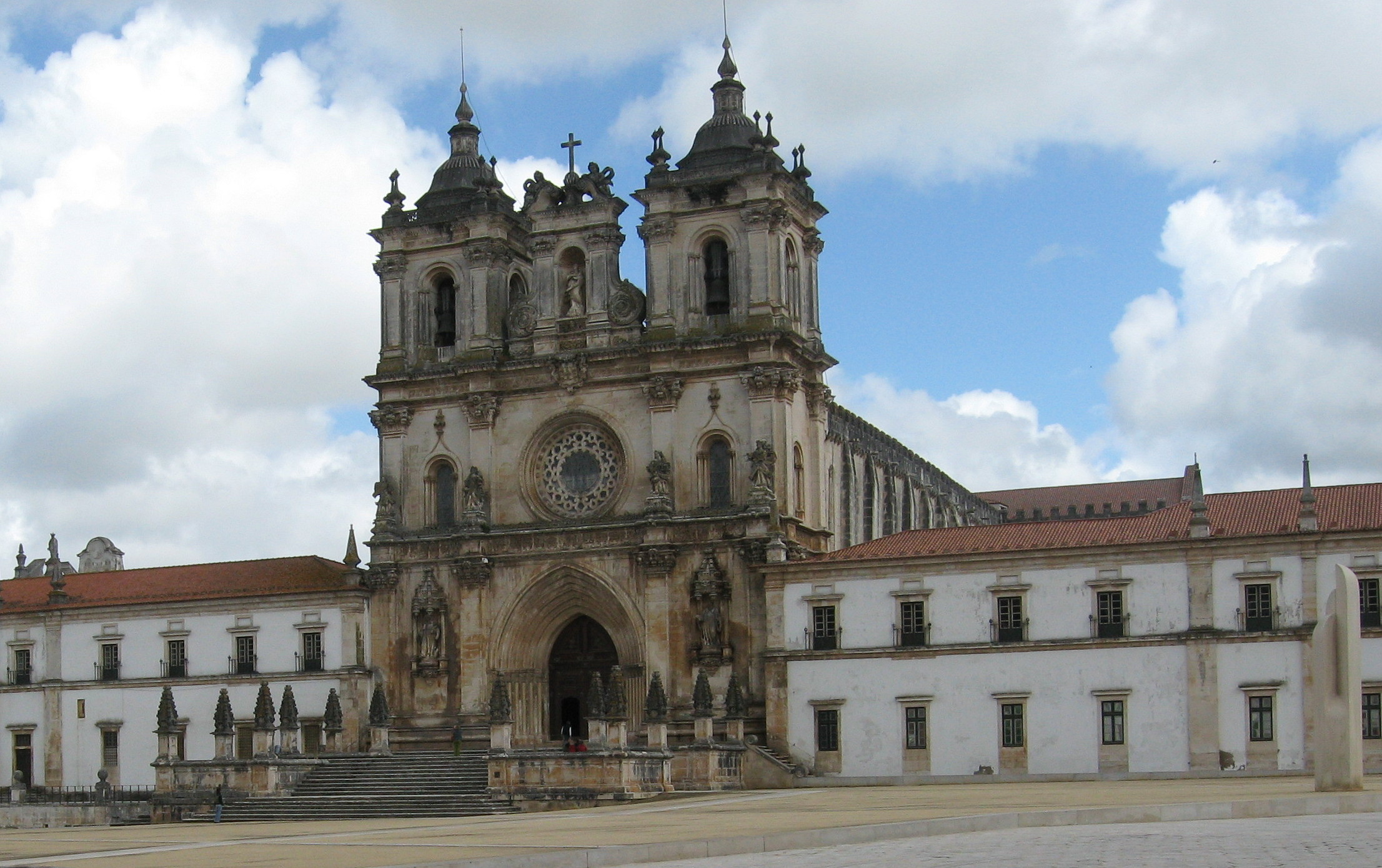
Igreja da Abadia.

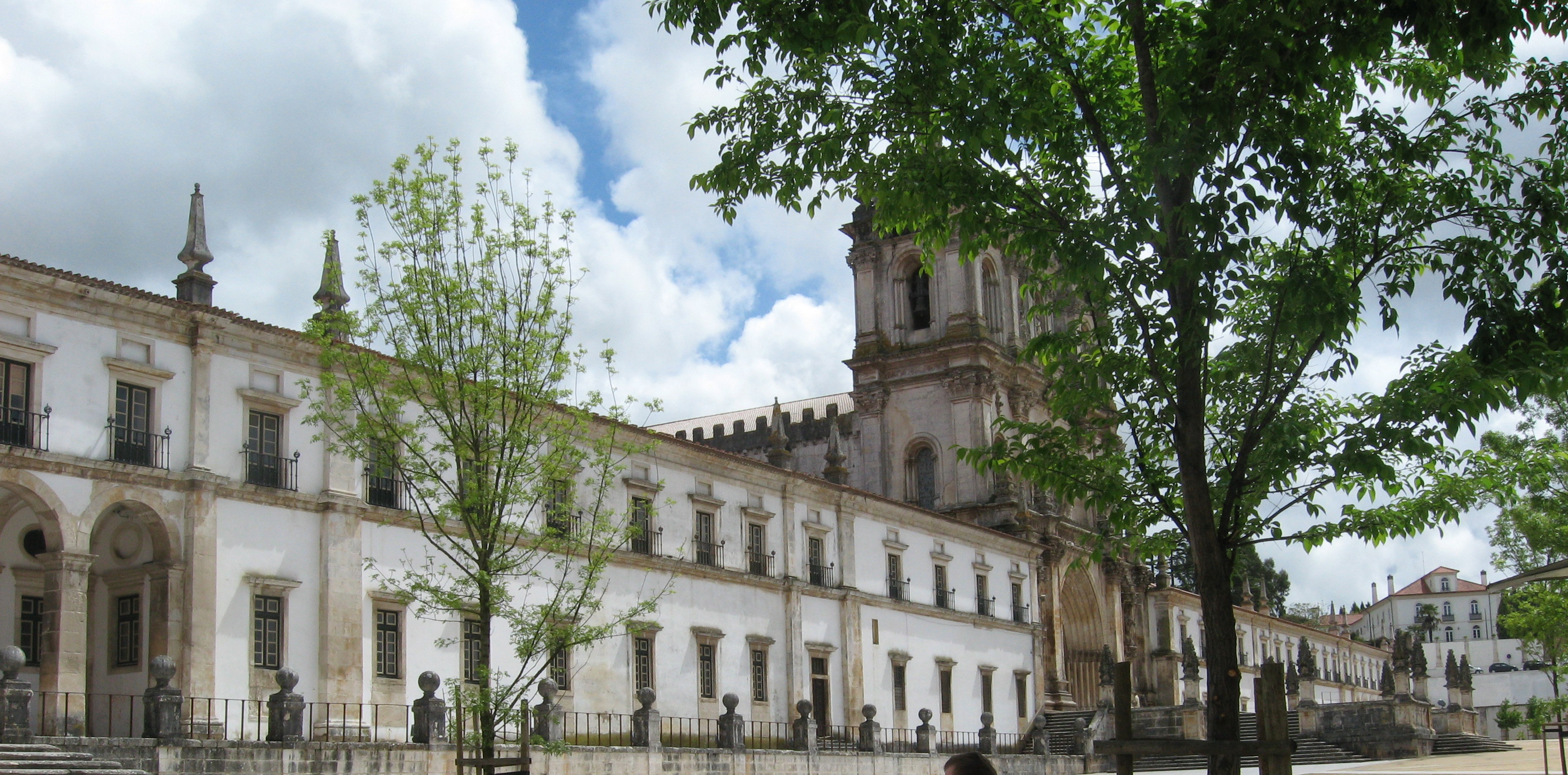
Mosteiro de Alcobaça: fachada principal.

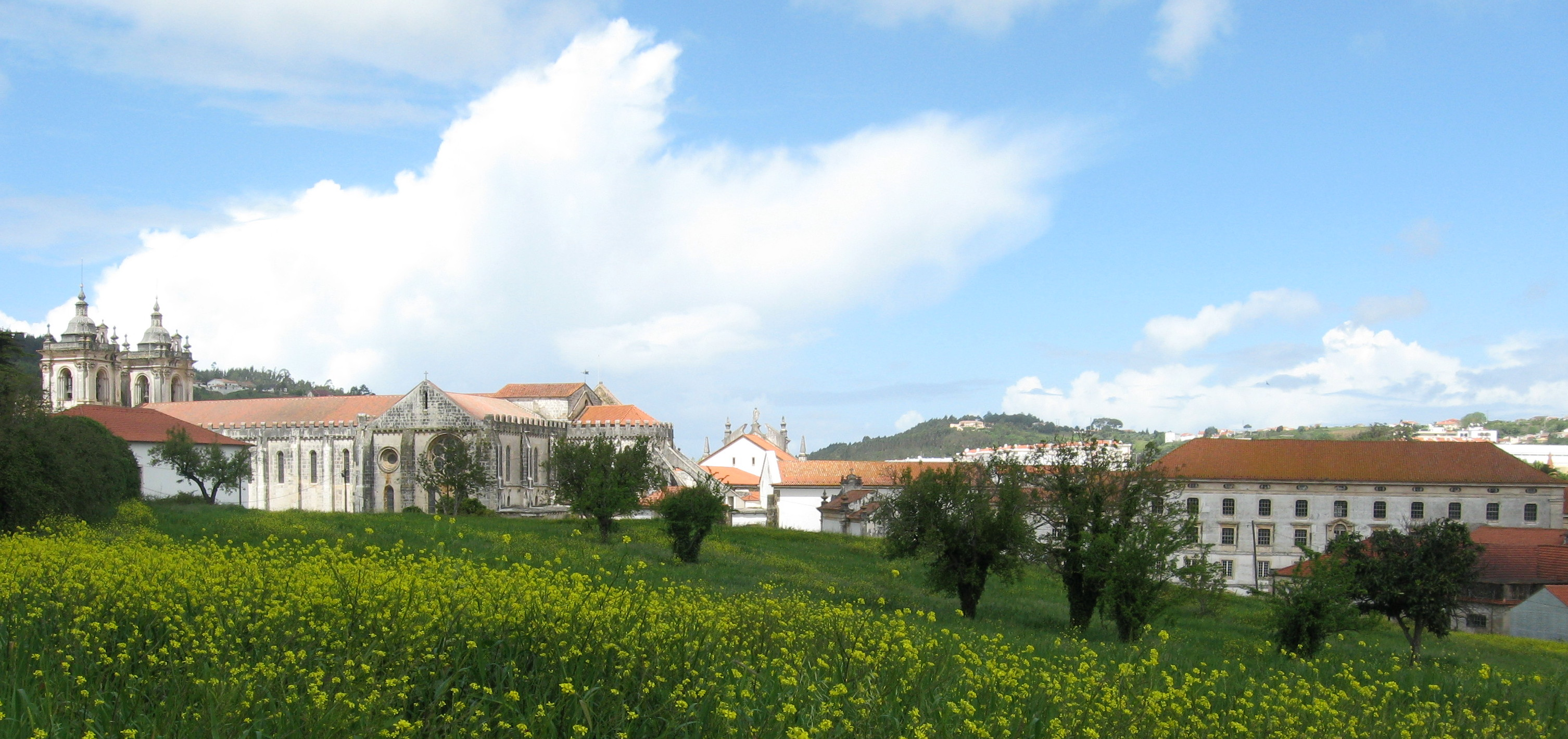
Mosteiro de Alcobaça: lado sul com a Biblioteca.

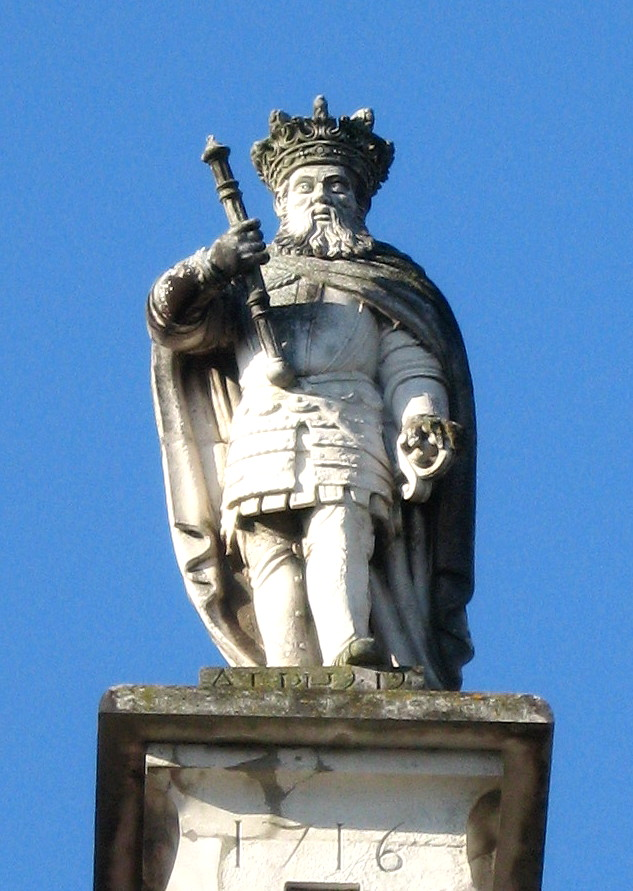
Mosteiro de Alcobaça: estátua de D. Afonso Henriques (1716) e fachada do dormitório.

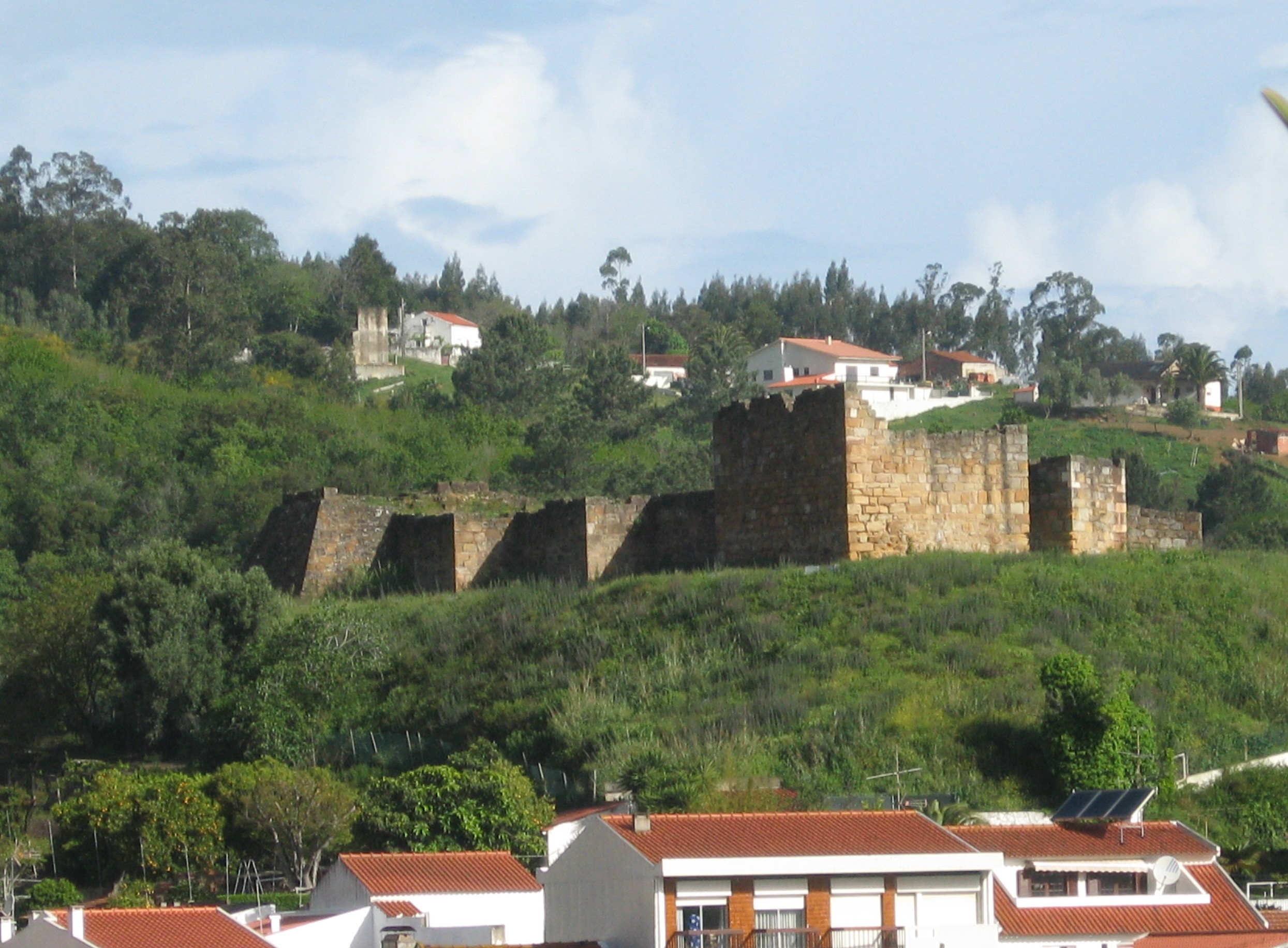
Castelo de Alcobaça: ruínas.

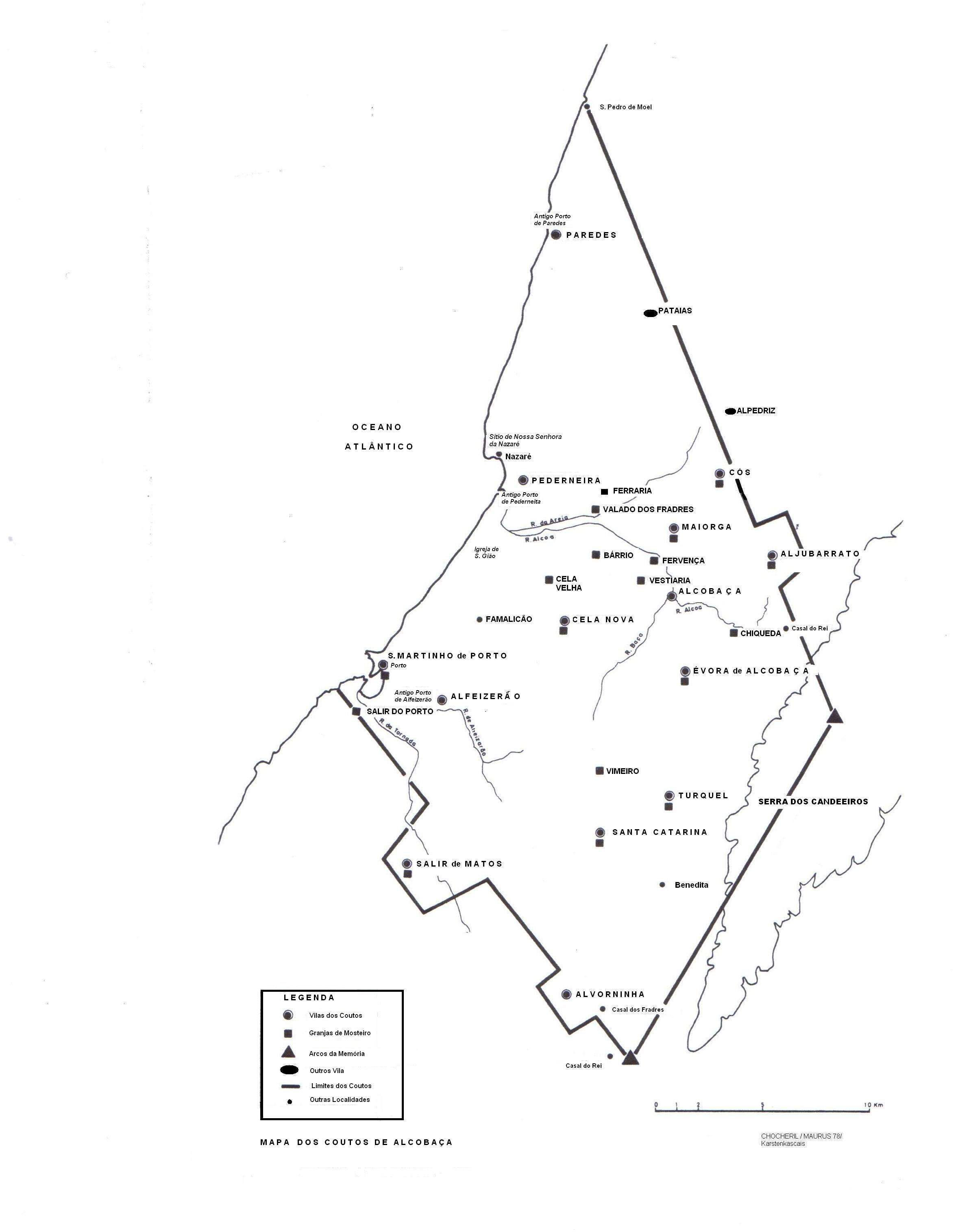
Abadia de Alcobaça: mapa dos coutos.

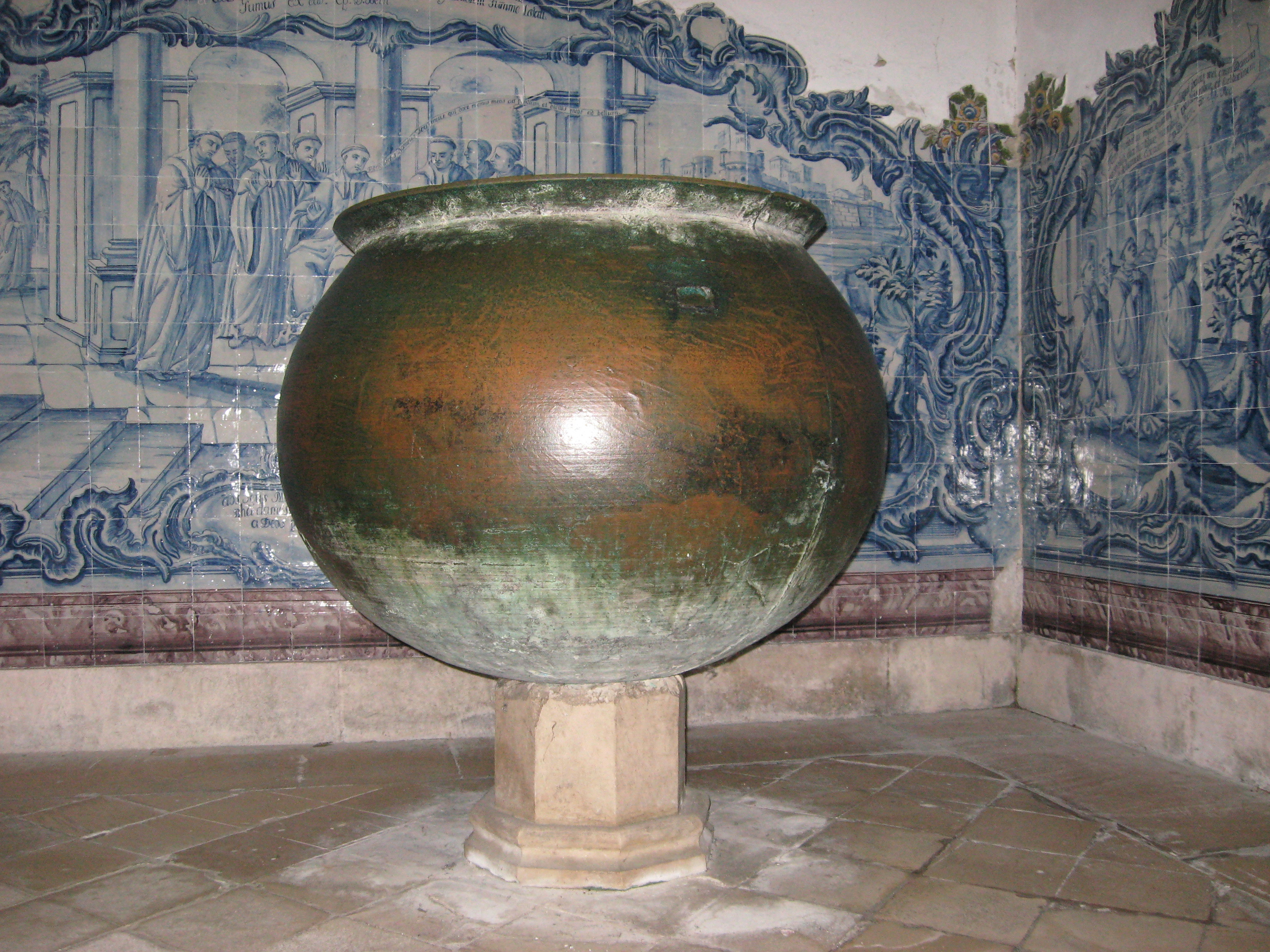
Mosteiro de Alcobaça: caldeira (1385).

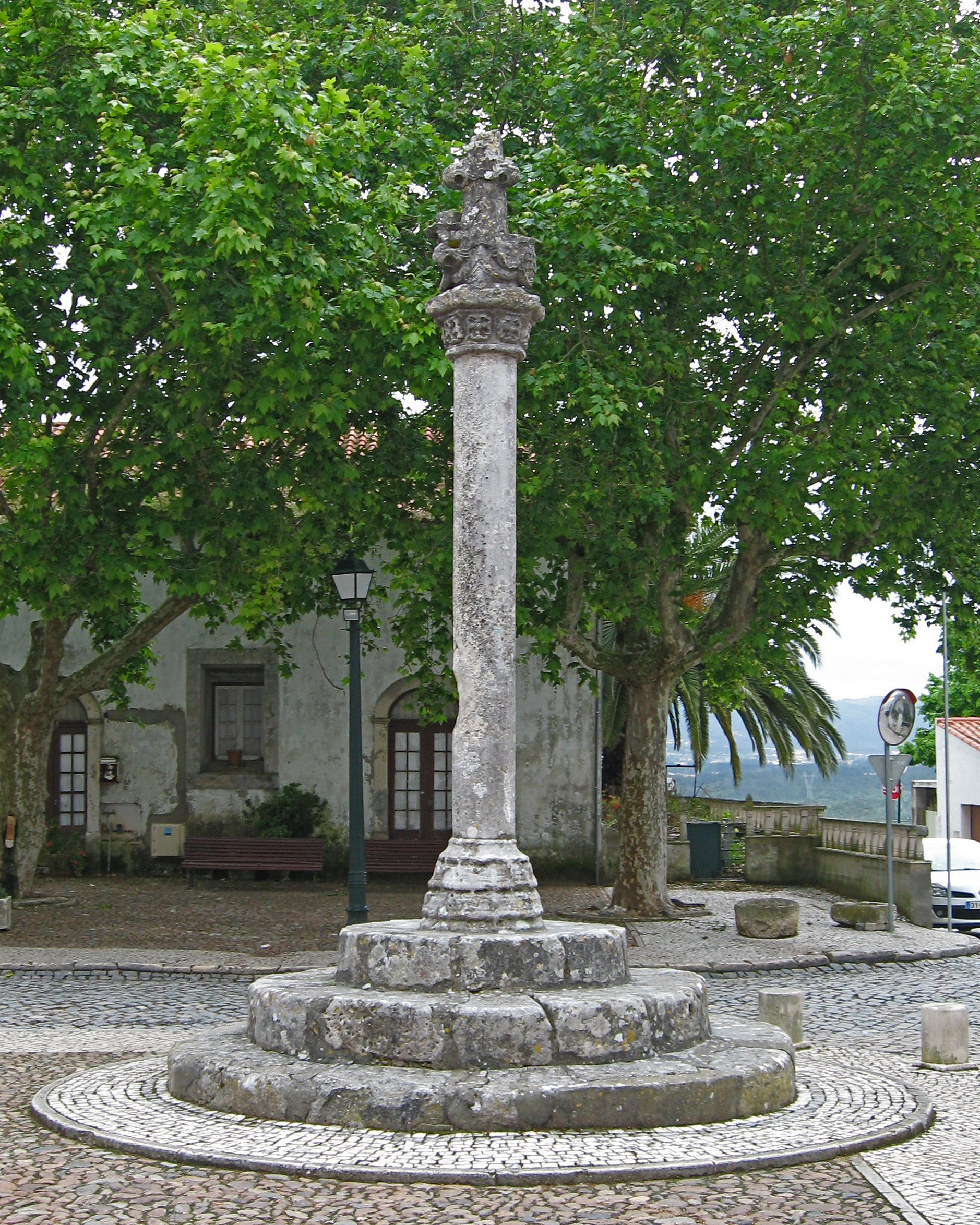
Pelourinho em Aljubarrota (1514).

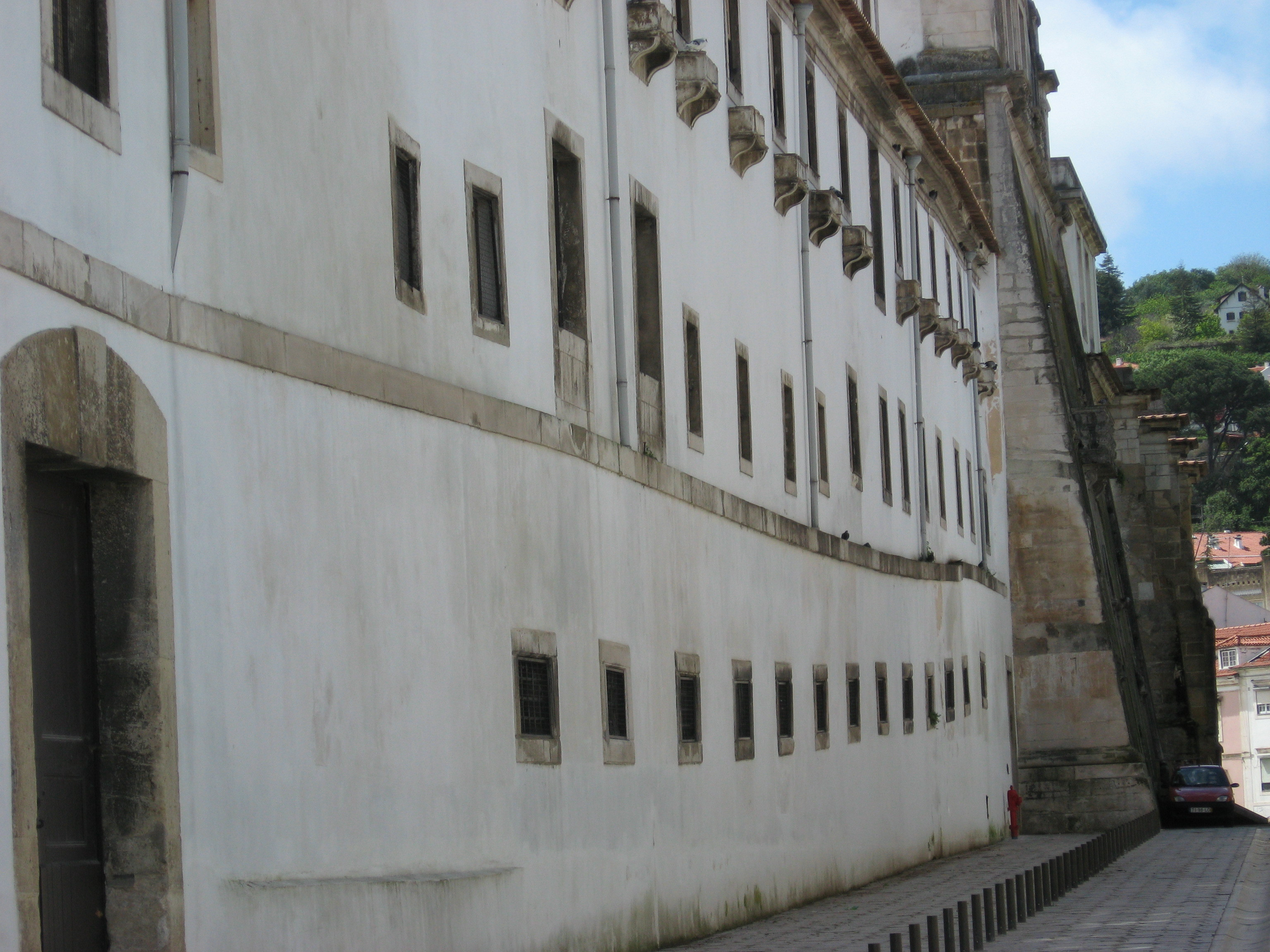
Mosteiro de Alcobaça: danos da inudação de 1772 no Claustro da Levada.

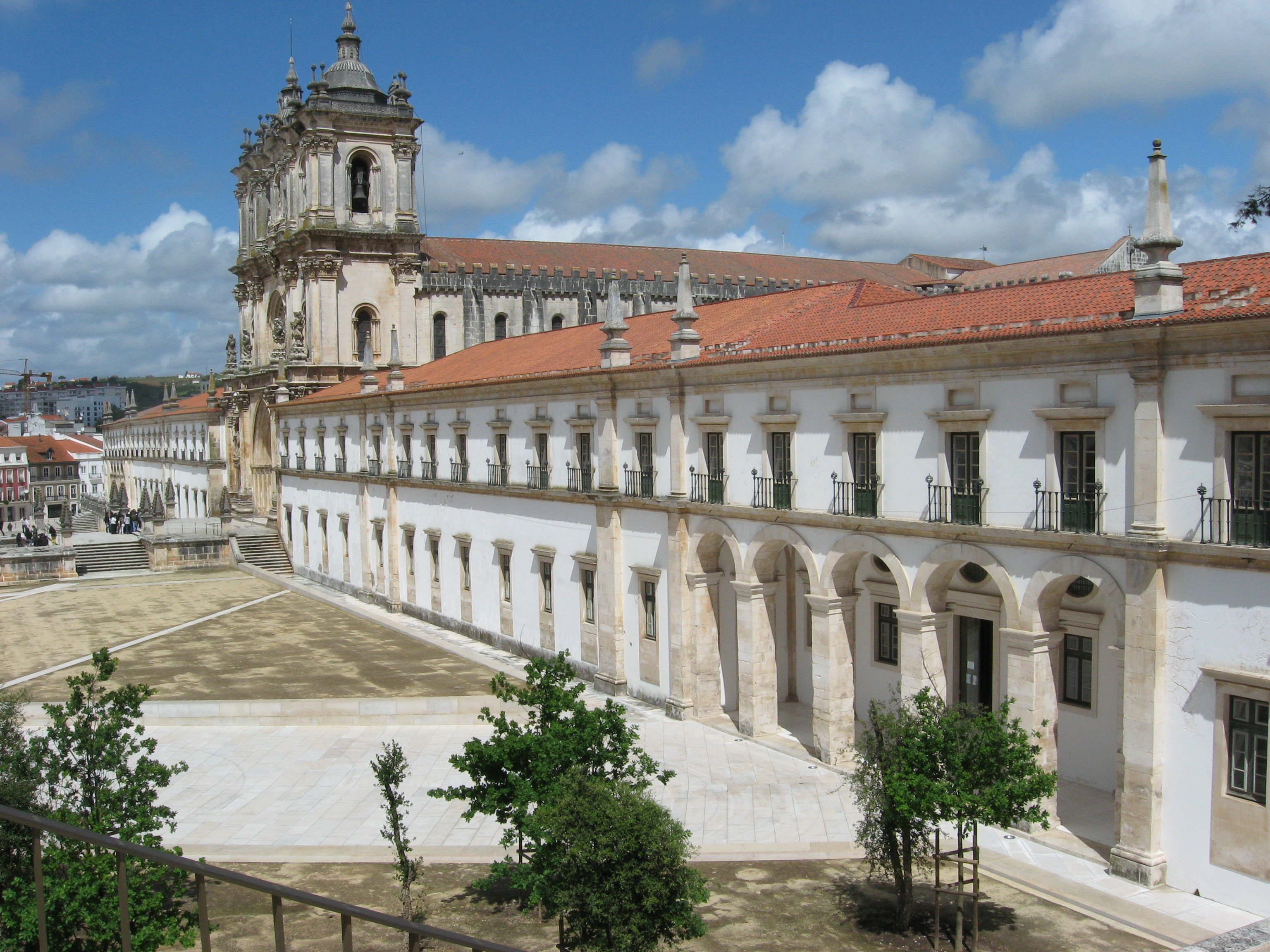
Mosteiro com uma nova praça.

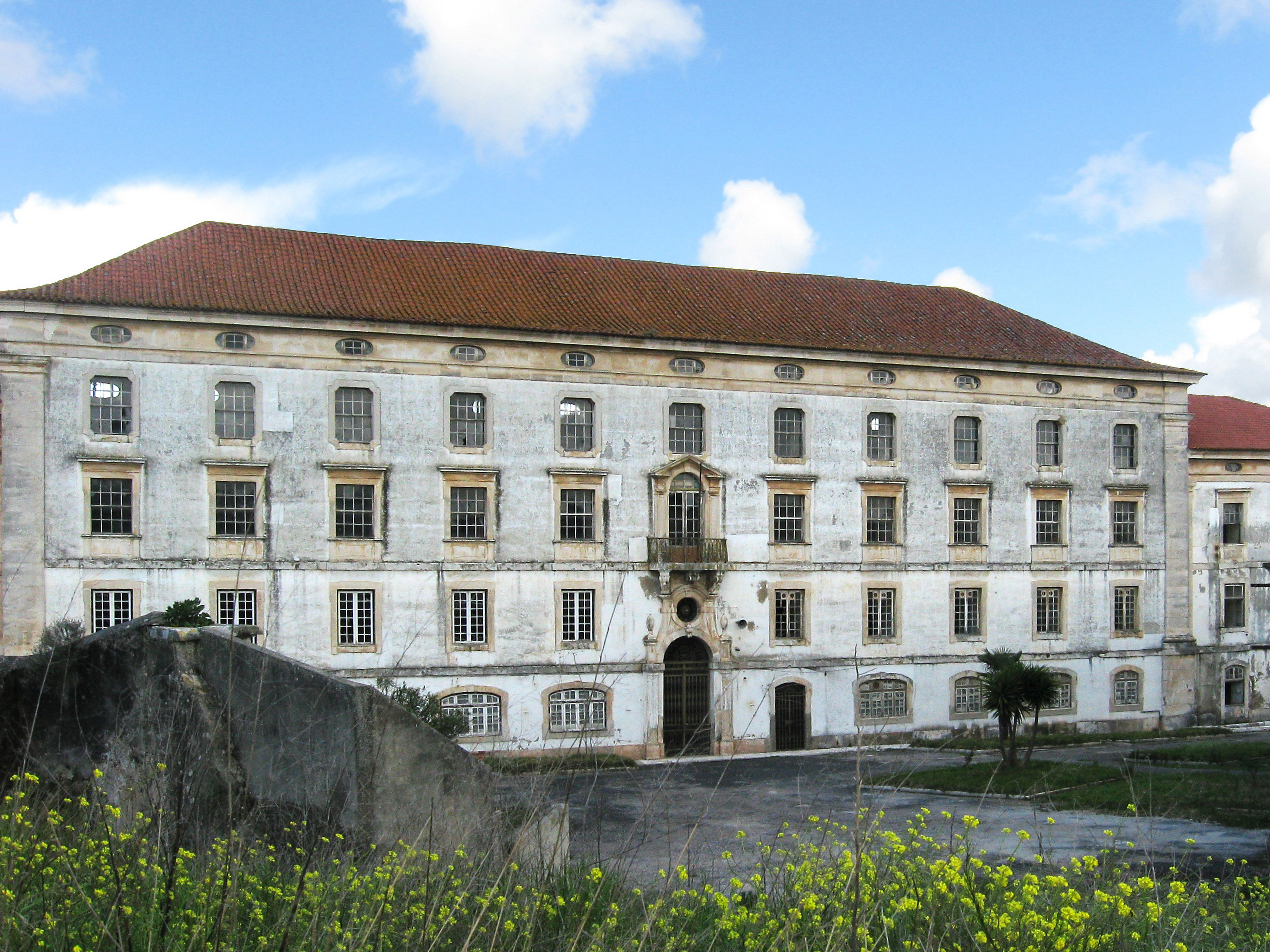
Biblioteca 1755.

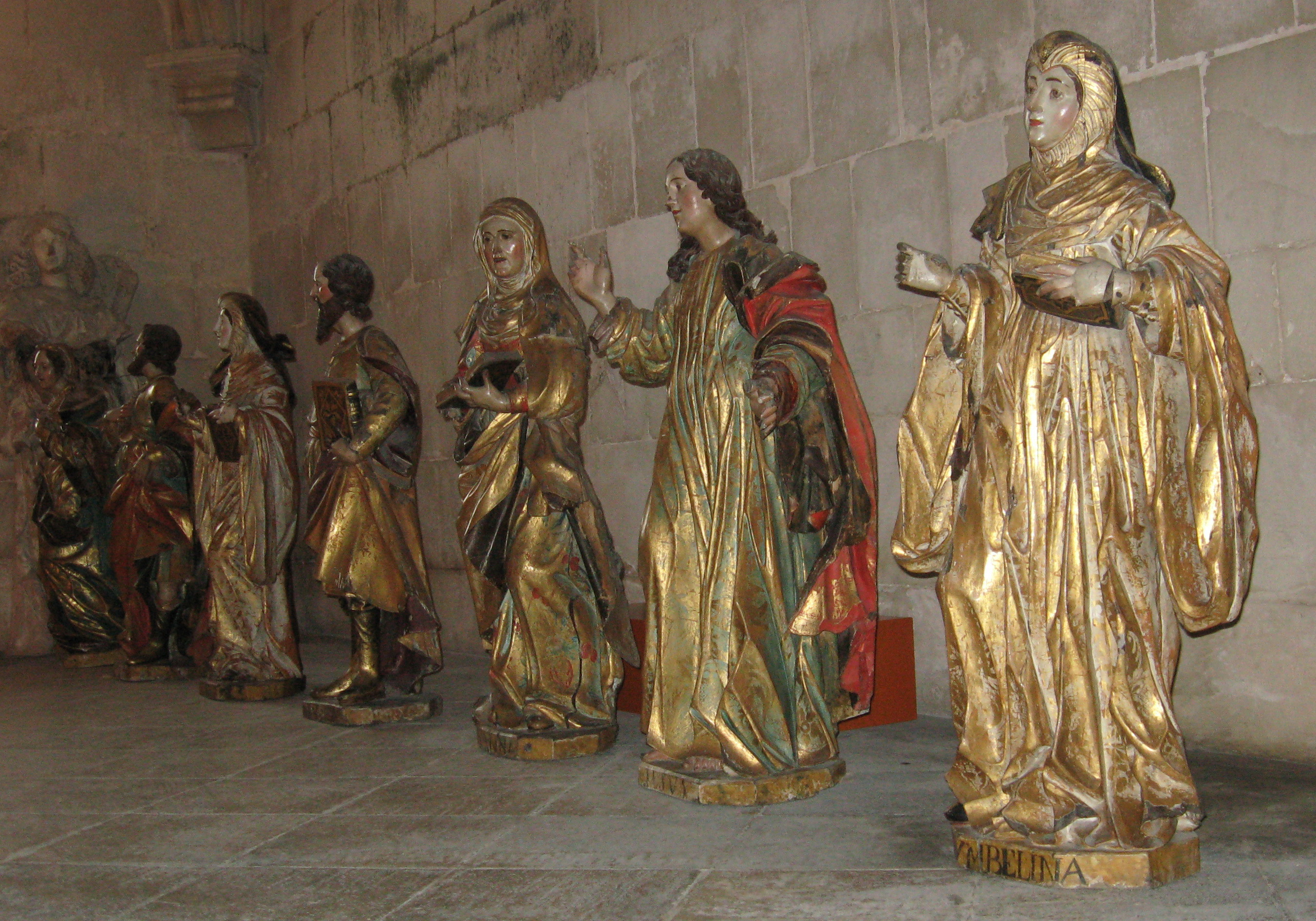
Santos, Escola de Alcobaça, século XVII.

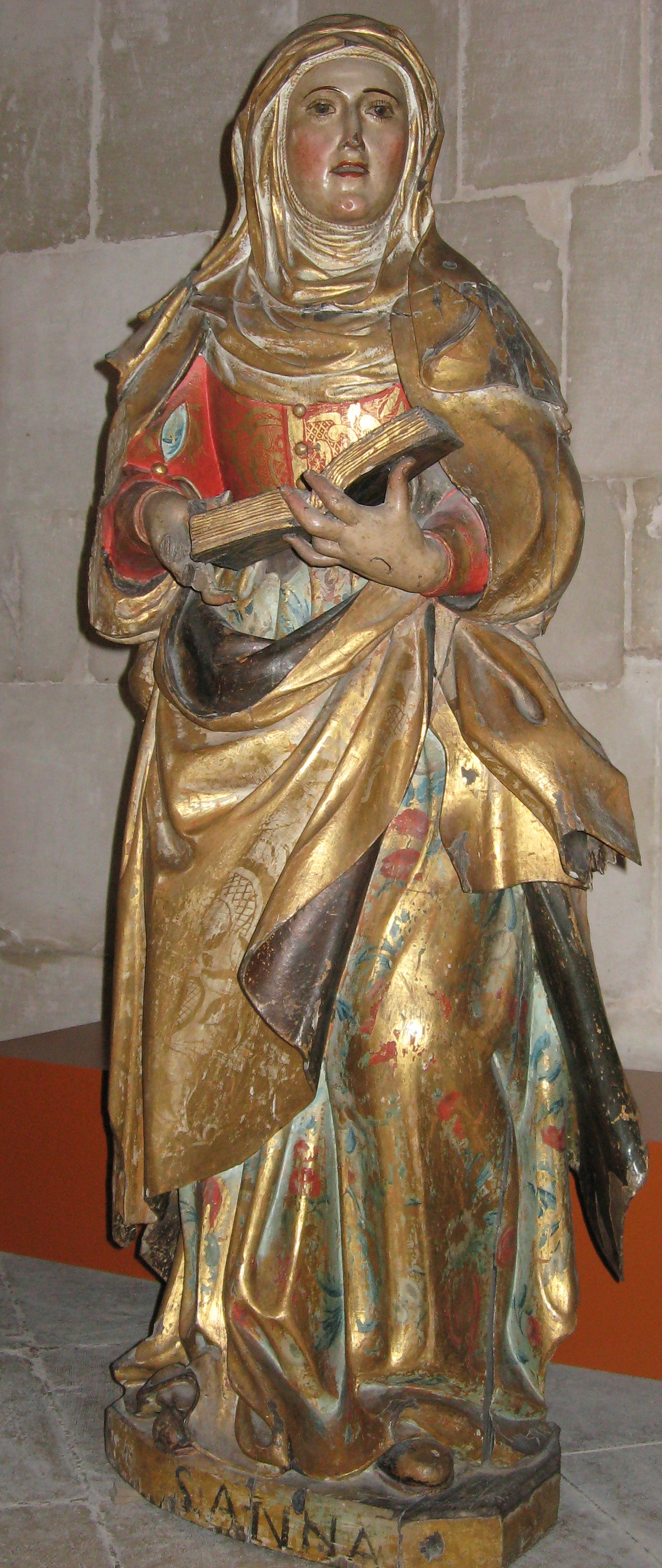
Santa Ana, Escola de Alcobaça, século XVII.

A Real Abadia de Santa Maria de Alcobaça, Real Abadia de Alcobaça ou simplesmente Abadia de Alcobaça, é uma abadia situada na cidade de Alcobaça, na região Oeste, em Portugal, constituiu-se em um vasto senhorio clerical com um território de quase 500 km², compreendido entre a serra dos Candeeiros e o oceano Atlântico, que abrangia o atual municípios da Nazaré, quase todo o de Alcobaça, assim como a parte norte do município de Caldas da Rainha, e tinha a sua sede no Mosteiro de Alcobaça. Foi formado por doação concedida por D. Afonso Henriques ao abade da Ordem de Cister, Bernardo de Claraval, em 1153, e mais tarde alargado por doação de Fernando I de Portugal no século XIV. 
Ao longo de vários séculos, a abadia constituiu-se em importante centro espiritual do país, com autonomia governamental, e o seu abade era um dos mais altos conselheiros do rei. O mosteiro constitui-se, na atualidade, local de atração para os mais de 250.000 visitantes que o visitam anualmente.

## História

### Antecedentes
Segundo a lenda, no contexto da Reconquista, à época da formação da nacionalidade portuguesa, D. Afonso Henriques prometeu a Santa Maria erguer um mosteiro em sua homenagem, caso ele conseguisse conquistar aos mouros o importante Castelo de Santarém. Com a conquista do mesmo em 1147, o monarca cumpriu o prometido, doando e coutando, em 1153, o território de Alcobaça a Bernardo de Claraval. Esta narrativa encontra-se documentada nos paineis de azulejos nas paredes da Sala dos Reis do Mosteiro, que datam do século XVIII.
Em 1178, os monges iniciaram a construção do atual Mosteiro, vindo este a tornar-se um dos mais ricos e poderosos da Ordem de Cister.

### O reconhecimento do novo rei pelo Papa
Após a vitória na Batalha de Ourique (1139), D. Afonso Henriques autoproclamou-se Rei de Portugal e libertou-se da prestação de vassalagem ao reino de Castela. Em 1143, Afonso VII de Castela reconheceu a independência de Portugal por meio de um representante do Papa. Mas era fundamental o reconhecimento da independência do estado português pelo Papa, o que levou D. Afonso Henriques a pedir auxílio a Bernardo de Claraval. Enquanto abade e fundador da abadia de Claraval, Bernardo de Claraval foi um dos clérigos mais influentes de seu tempo. Além disso, no ano de 1145 foi eleito como primeiro Papa cisterciense, Papa Eugénio III. Em 1144, D. Afonso Henriques concedeu aos Cistercienses a vila de Tarouca, no norte de Portugal. Quando em 1147, conquistou Lisboa, Sintra, Almada e Palmela aos mouros o reconhecimento da independência de Portugal tornara-se muito mais premente. Com a doação de Alcobaça em 1153, e ainda durante a vida de Bernardo de Claraval – tendo sido este o último Mosteiro que ele fundou antes da sua morte -, é provável que houvesse a intenção de lhe ligar especial importância. Contudo, o reconhecimento do Papa chegou somente em 1179 através de uma bula do Papa Alexandre III. Sobre esta conjuntura, na Sala dos Reis do Mosteiro encontra-se representada a coroação imaginária de D. Afonso Henriques por Bernardo de Claraval e pelo Papa Inocêncio II (1130—1143) num grupo de figuras de barro em tamanho real que data do século XVIII.

### Política de povoamento
Independentemente desta ocasião excepcional, a doação aos mosteiros de terras conquistadas aos mouros na península, correspondeu a uma política de povoamento geral, destinada a pacificar o território ocupado e a converter os novos súbditos. Desta forma, na luta pela independência, D. Afonso Henriques entregou, em 1127, Vimieiro à congregação beneditina de Cluny; em 1128, o Castelo de Soure à Ordem dos Templários; em 1131, fundou o Mosteiro de Santa Cruz em Coimbra; entregou o Castelo de Tomar aos Templários em 1159, assim como, em 1169, um terço do território conquistado no Alentejo. Por fim, em 1172, a Ordem de Santiago obteve o Castelo de Arruda, na localidade de Évora.

### Mosteiro da Idade Média
Doze monges cistercienses e um abade da mesma Ordem – de acordo com as regras gerais da Ordem o número de monges correspondia ao tamanho mínimo de uma abadia -, tomaram posse do terreno pertencente ao Mosteiro e construíram, a poucos metros do atual Mosteiro e junto ao rio Alcoa, a abadia provisória de Santa Maria-a-Velha, da qual a igreja de Nossa Senhora da Conceição ainda hoje é um testemunho. Quando, no ano de 1178, foram iniciadas as obras de construção da igreja e das primeiras divisórias do Mosteiro, o território ainda não se encontrava de todo pacificado, sendo a construção atrasada pelas investidas dos mouros. No massacre de 1195, muçulmanos vindos de Marrocos, penetraram, possivelmente através da Lagoa da Pederneira (actual Nazaré) e assaltaram o Mosteiro em construção, tendo morto os 95 monges que aí se encontravam a trabalhar. Os monges só encontraram protecção numa fortaleza vizinha, o Castelo de Alcobaça, que era um antigo castelo mouro, segundo algumas opiniões, este castelo era de origem visigoda. O castelo foi restaurado tanto por D. Afonso Henriques como pelo seu sucessor, D. Sancho I. Hoje em dia ainda restam as paredes das muralhas exteriores. No dia 6 de Agosto de 1223, os monges abandonaram a velha abadia, mudando-se para o novo Mosteiro. O túmulo do terceiro rei de Portugal, D. Afonso II, falecido em 1223, foi acolhido nesta igreja em 1224. Contudo, as obras só terminariam fundamentalmente em 1240, dando-se a consagração em 1252.

### Coutos de Alcobaça
O território cedido aos cistercienses e que, anteriormente, tinha pertencido aos mouros, provavelmente não tinha sido utilizado para a agricultura, devido às inúmeras guerras que se passavam nesse local. Os monges iniciaram de imediato o seu povoamento através da criação de granjas a partir das quais nasceram os coutos (lat. cautum: para segurança), uma espécie de comunidades que a igreja vigiava e dirigia. Estas comunidades nunca se encontravam a mais de um dia de marcha do Mosteiro. Com a passagem dos anos, os colonos locais foram adquirindo direitos de exploração próprios, sendo obrigados a prestar contas à abadia. As primeiras comunidades- como, por exemplo, a de Aljubarrota-, surgiram já nos anos de 1164/1167; as últimas foram criadas no século XIV. A única granja que perdurou até aos dias de hoje na sua estrutura básica é a Quinta do Campo, no Valado dos Frades no concelho da Nazaré. A granja já existia no século XIII, datando possivelmente do século XII, tendo sido criado através da secagem dos pântanos. A partir do século XIV, os monges criaram nesse sítio uma escola agrícola. Hoje em dia, os edifícios têm meramente um valor turístico. A maior parte das localidades circundantes de Alcobaça e da Nazaré remontam ao tempo destas colonizações como nos testemunham as igrejas e as capelas construídas em primeiro lugar, assim como os pelourinhos que detinham a sua própria jurisdição. O abade de Alcobaça tinha o privilégio real de poder tomar decisões judiciais sem a confirmação do rei, pelo que alguns fugitivos ou mesmo, inicialmente, alguns criminosos, encontravam aqui protecção mesmo relativamente ao rei. Deste modo, os monges cultivavam e povoavam rapidamente as terras e possuiam, através dos coutos, um domínio clerical e, simultaneamente, mundano. Já no século XIII, o Mosteiro possuía dois portos (Alfeizerão/São Martinho do Porto situados na Lagoa de Alfeizerão, e Pederneira, hoje uma parte da Nazaré), possibilitando aos monges a prática da pesca, a exportação de vinho e de sal, extraído das salinas da lagoa que existia desde a Pederneira (Nazaré) até poucos quilómetros de Alcobaça. Mais tarde, exportavam azeitonas e azeite, nozes, frutos secos e madeira. Em 1368 e em 1374, por meio de uma doação do rei D. Fernando, o domínio da abadia foi alargado com territórios perto de Paredes da Vitória e Pataias. Deste modo, passaram a fazer parte integrante do Mosteiro dezanove localidades, das quais treze se tornaram vilas, tais como Aljubarrota (1164/1167), Alvorninha ( 1210), Pederneira ( hoje Nazaré (1236/1238),  São Martinho do Porto (1257), Paredes da Vitória (1282), Évora de Alcobaça (1285), Cela Nova (1286), Salir de Matos (provavelmente século XIII), Cós (1301), Maiorga (1303), Santa Catarina (1307), Turquel (1314), e Alfeizerão ( 1332, mas que já existia nos tempos dos mouros).  Esta estrutura de povoação marca, ainda hoje, o concelho de Alcobaça, possuindo esta,  na maior parte das suas freguesias, de 2000 e 6000 habitantes, aproximadamente. Devido à grande experiência dos monges, os reis pediam-lhes o seu auxílio para a secagem de pauis noutras zonas do território português. Em troca do auxílio na secagem dos pauis por parte da abadia, ela recebia bens feudais .

### Aumento do poder
O sucesso económico trouxe consigo uma considerável afluência populacional, o que obrigava a um permanente alargamento das instalações do Mosteiro. Por este motivo, surgiu a construção, hoje considerada de estilo medieval, nas imediações a norte da igreja. De acordo com recentes achados arqueológicos antes da viragem do século, possivelmente teriam sido iniciadas construções de outros edifícios já no século XIV, no lado sul da igreja provavelmente mesmo um novo claustro e suas instalações circundantes, do qual o actual lado sul do Mosteiro fazia parte.  Até àquele momento pensava-se que esta ala só tivesse sido acrescentada no século XVIII, altura em que toda a frente ocidental do Mosteiro foi revestida por uma fachada barroca. Até ao início do século XV, os monges desenvolveram uma grande actividade, cultivando as terras e desenvolvendo a agricultura, dedicando-se à pesca, extraindo sal e ferro, desenvolvendo a arte de forjar, promovendo o artesanato e educando os colonos. Em 1269, criaram uma das primeiras escolas públicas do ocidente, cuja transferência, em 1290, para Coimbra, deu origem à Universidade de Coimbra. As comunidades pertencentes ao Mosteiro floresciam de tal maneira que na própria abadia de Alcobaça o relaxamento começava a substituir as regras rígidas cistercienses, à semelhança do que sucedia noutros mosteiros. Por este motivo, o Papa Bento XII determinou, em 1335, uma reforma da ordem cisterciense que o rei D. Afonso IV (1291-1357) aproveitou para reduzir o poder da abadia e subordinar ao seu poder a maior parte das terras pertencentes a Alcobaça com o argumento de o certificado de doação de D. Afonso Henriques não englobar as vilas mas apenas o campo. No entanto, a abadia readquiriu o seu poder através de D. Pedro I, seu filho, cujo túmulo foi depositado juntamente com o da sua amada Inês de Castro no transepto da Igreja de Alcobaça (ver abaixo). D. Pedro I foi um grande defensor da abadia, restabelecendo o direito da abadia sobre as vilas confiscadas. Contudo, não lhe concedeu a jurisdição real mais elevada, reservando-a para si próprio.

### Posição da abadia dentro do Estado
O abade de Alcobaça era membro, por nascença, das cortes, era o padre principal do rei, não se encontrando, hierarquicamente, muito abaixo dos bispos, sendo-lhe reservada, pelo contrário, uma grande importância, devido ao seu domínio territorial. Desta forma, ele tornou-se numa das pessoas mais importantes do reino e tinha o título de Dom Abade do Real Mosteiro de Alcobaça, do Conselho de Sua Majestade, seu Esmoler-Mor, Donatário da Coroa, Senhor dos Coutos e Fronteiro-Mor. Ele praticava a jurisdição, embora esta fosse limitada pelos poderes do rei como, por exemplo, no que respeitava à decisão das penas de morte. A sua jurisdição estendia-se desde Alcobaça, passando por Porto de Mós até bastante a sul (Ota) e a leste (Beringel, perto de Beja). No seu território a abadia não era obrigada a recrutar tropas para o rei. D. João I(1385-1433),  Mestre de Avis, grão-mestre da Ordem de São Bento de Avis e membro da Ordem de Cister, foi extremamente benevolente para com o Mosteiro, restituindo-lhe todo  o poder que antepassados seus lhe tinham tentado tirar. Mesmo assim, no ano de 1427, D. João I declarou, perante as Cortes, que considerava a Abadia de Alcobaça como pertença do rei.

### Dependência do poder real
Devido à sua enorme riqueza e poder, os monges distanciavam-se novamente dos ensinamentos rígidos dos seus fundadores. J. Vieira Natividade escreveu: "A Abdadia enriquece, transforma-se em poderoso feudo, e a crescente opulência pouco e pouco faz esquecer o rigor da Ordem e toda a simplicidade e austeridade da primitiva vida monacal." Em 1475, o abade Nicolau Vieira abdicou, secretamente, dos seus direitos a favor do arcebispo de Lisboa, - mais tarde o cardeal da cúria Jorge da Costa -, em troca de uma concessão anual de 150.000 reis. Os monges só tomaram conhecimento desta situação quando uma delegação do arcebispo tomou posse dos seus novos direitos. Devido à sua influência em Roma, as queixas dos monges ao Papa eram inúteis, principalmente quando o arcebispo obrigou o Mosteiro a pagar tributos a Roma. O Mosteiro, que sempre elegeu autonomamente os seus abades, encontrou-se, assim, sob a influência de abades colocados pelo rei ( os abades comendatários). Por volta  do século XV, a fragilidade do Mosteiro levou a que muitas povoações subordinadas à abadia exigissem uma maior autonomia administrativa, que lhes acabou por ser concedida em 1514 pelo rei D. Manuel I (1469-1521) através de uma reforma da cidade. Assim, o número de irmãos leigos reduziu drasticamente. O domínio imediato das terras e a própria agricultura limitavam-se a poucos territórios perto do Mosteiro. Em 1531, Afonso de Portugal (1509-1540), o quarto filho do rei D. Manuel I e irmão do futuro rei D. João III (1502-1557), tornou-se abade de Alcobaça, sendo simultaneamente bispo de Lisboa e cardeal. Após a sua morte, D. João III proclamou o seu irmão Henrique (1512-1580) abade, que era, igualmente, arcebispo de Lisboa bem como inquisidor-mor de Portugal, tornando-se, mais tarde, cardeal. Dois anos antes da sua morte, o Cardeal D. Henrique foi proclamado rei de Portugal. Esta ligação íntima do cardeal com a Casa Real - que escolhia o abade há mais de 50 anos -, levou, no ano de 1567, a que, após as primeiras divergências sobre um afastamento de Claraval, o Papa Pio V decretasse numa bula a independência da Ordem dos Cistercienses portuguesa.

### Congregação Portuguesa dos Cistercienses
A daqui consequente Congregação dos Cistercienses de São Bernardo de Alcobaça tornou-se na dirigente de todos os mosteiros cistercienses portugueses e o abade recebeu o título de abade-geral da congregação. Tanto a Ordem de Avis como a Ordem de Cristo, a sucessora da Ordem dos Templários em Portugal, estavam subordinados à sua jurisdição espiritual. Assim, a abadia de Alcobaça voltou a ser o que era na Idade Média. Embora, entretanto, os habitantes dos coutos se administrassem de forma autónoma, encontravam-se subordinados ao domínio da abadia, sendo obrigados a pagar-lhe tributos. Após a Restauração de 1640, o Mosteiro teve no rei D. João IV (1640-1660) novamente um devoto, que lhe concedeu novos direitos e privilégios. Nestes tempos, houve um alargamento do Mosteiro em dois novos claustros, ligando-se a norte ao primeiro existente desde a Idade Média, o Claustro da Levada, (também apelidado de Claustro do Cardeal ou Claustro dos Noviços), que se iniciou ainda nos tempos do cardeal D. Henrique e terminou em 1636, e o Claustro do Rachadeiro (também apelidado de Claustro da Levada ou Claustro da Biblioteca). A própria parte central do Mosteiro — datada do período da Idade Média —, sofreu profundas alterações, sendo, nessa altura, construída a cozinha nova que ainda hoje em dia impressiona. A partir de 1702, o Mosteiro recebeu a sua magnífica fachada barroca, tendo a igreja obtido os seus dois campanários. Este conjunto ainda hoje dá ao Mosteiro mais o aspecto de um palácio, não revelando absolutamente nada da simplicidade inicial dos cistercienses. Em 1755, a construção terminou com a criação da Biblioteca, sendo esta, naquela época, uma das maiores da Península Ibérica.

### As três catástrofes
Apesar dos grandes danos causados pela peste, que no ano de 1348 matou, em três meses, 150 monges, pelas inundações (como as de 1437 e 1495) e pelos terramotos (como os de 1422 ou de 1531), a Abadia conseguiu sobreviver. No entanto, houve três acontecimentos que levaram ao final do desdobramento do poder. Na sequência do histórico Terramoto de 1755, tanto a parte sul do Mosteiro como a sacristia  foram danificadas. O Colégio de Nossa Senhora da Conceição, que pertencia ao Mosteiro e que se encontrava, desde 1648, a sul da igreja, foi em grande parte destruído, acabando por ser integrada nas partes restabelecidas a sul.  Os monges fizeram duas procissões ao Santuário de Nossa Senhora da Nazaré, a fim de agradecer à Senhora o tê-los poupado a estragos maiores. Este santuário encontrava-se a 10 km de distância numa localidade chamada Sítio (perto de Pederneira, hoje Nazaré).  Contudo, no ano de 1772, algumas partes de Portugal foram destruídas por uma inundação – a grande cheia-, que se presume tratar-se de  um tsunami, cujas consequências eram historicamente relacionadas  com o terramoto ocorrido 17 anos antes. Embora o Mosteiro se localizasse a 10 km de distância da costa litoral, esta onda gigantesca foi muito mais destrutiva do que aquela que ocorrera em 1755 [provas desse tsunami?].  A parte sul do Mosteiro foi danificada, pela segunda vez, seriamente, deixando outras partes atoladas nas lamas deixadas pela água quando esta recuou. Demorou muitos anos  até que as grandes massas de terra – que enterraram a maior parte do muro do Mosteiro-, fossem eliminadas. Ainda hoje, a forma ondulada da fachada Norte, com ca. de 250 m de comprimento, relembra os danos provavelmente causados pela inundação às fundações. Por fim, no âmbito das Invasões Francesas durante a Guerra Peninsular , as tropas napoleónicas entraram em Alcobaça no ano de 1810, saqueando e destruindo várias áreas do Mosteiro e da Igreja.

### A pilhagem do Mosteiro (1833)
Durante os anos 1820, houve nos Coutos de Alcobaça, perturbações políticas, pois o povo ambicionava a libertação do domínio pelo Mosteiro. Esta situação derivava essencialmente das responsabilidades de reconstrução que lhe tinham sido acrescidas devido às catástrofes de 1755, 1772 e 1810. Em 1833 houve, no largo à entrada do Mosteiro, várias batalhas entre as tropas de D. Miguel e o batalhão voluntário dos Coutos de Alcobaça. Este batalhão também participara, em 1834, na batalha decisiva em Évora Monte a favor dos Constitucionalistas. Tanto os monges como toda a Igreja encontravam-se do lado dos Miguelistas e criaram, igualmente, um regimento de voluntários dos Coutos de Alcobaça, batalhando com as tropas de D. Miguel.  Entretanto, quando os monges perceberam que os Constitucionalistas estavam a ganhar a guerra, evacuaram o Mosteiro, pela  primeira vez em Julho de 1833 e, posteriormente em Outubro de 1833. A 16 de Outubro do mesmo ano, no delírio da liberdade, a população entrou no edifício e saqueou-o durante onze dias. Durante o saque, desapareceram muitos objectos utilitários, de culto e de arte e uma grande parte do acervo da Biblioteca, cujos restos só alguns anos depois puderam ser transferidos para a Biblioteca Nacional de Lisboa. Durante estes tumultos, desapareceram também uma das caldeiras e recipientes de cobre em forma de tacho com um diâmetro de cerca de 1,20 m e com a altura de um metro, que os portugueses tinham tomado aos espanhóis em 1385 durante a Batalha de Aljubarrota e que D. João I tinha entregue ao Mosteiro. A outra caldeira pode ser vista na Sala dos Reis. De acordo com algumas informações, os túmulos de D. Pedro e de Inês de Castro terão sido novamente violados. Somente no ano de 1837 é que o estado tomou posse do Mosteiro, passando a controlá-lo.

### Encerramento dos mosteiros por parte do Estado (1834)
Nos tempos que se seguiram, só foram reparados a ala da fachada ocidental do Mosteiro, a Igreja e os três claustros a norte. Em 1834, a rainha D.Maria II decretou a abolição de várias congregações, conventos e mosteiros em Portugal. O motivo prendia-se com as Guerras Liberais durante as quais surgiram divergências entre a vertente liberal  da monarquia. Em 1820, a Revolução Liberal levou ao reconhecimento da primeira Constituição pelo rei, o que foi combatido ferozmente tanto pela casa real, como também por toda a nobreza e pelo clero. D. Miguel I, irmão do rei, principal opositor à Constituição e ao rei, autoproclamou-se como rei opositor. O abade-geral de Alcobaça, tal como o fizeram outros clérigos, tomou posição contra a facção liberal, que exigia o afastamento dos privilégios da Igreja. Em 1834 (Concessão de Évora Monte), venceram os constitucionalistas. Num decreto, relativo ao encerramento dos mosteiros, ficou estabelecido que as suas riquezas reverteriam a favor do estado, à excepção dos objectos relacionados com acções sacras.

### Decadência das instalações do Mosteiro
Com a extinção do seu Mosteiro, Alcobaça perdeu repentinamente a sua importância e ficou entregue a si própria. Os monges desapareceram sem deixar rasto. Desde aí, deixaram de existir os cistercienses. Em 1838, iniciou-se a venda das pedras de construção do castelo vizinho. A muralha da cidade, que dividia os terrenos de agricultura a norte do Mosteiro do átrio ocidental do mesmo, foi demolida em 1839. O pelourinho, o grande símbolo da justiça da Abadia, foi eliminado em 1866. Os edifícios sofreram continuamente actos de vandalismo e de roubo, sendo as suas janelas e portas furtadas e qualquer guarnição desmontada. Na ala sul do Mosteiro foram criadas habitações e a parte norte passou a ser utilizada por serviços públicos e pelo comércio. O refeitório, existente desde os tempos da Idade Média, foi transformado numa sala de teatro em 1840, existindo até ao ano de 1929. No claustro mais recente, o Claustro da Biblioteca ou Claustro do Rachadoiro, foi inserida uma arena destinada a touradas (1866/68). As partes orientais mais recentes do Mosteiro passaram a ser utilizadas pela cavalaria, transformando-se posteriormente num lar para deficientes e idosos. Tanto os edifícios do Mosteiro como o campanário, danificado a norte da Igreja da abadia, entraram em decadência.

### Reconstrução na Idade Moderna
No final do século XIX, alguns cidadãos consciencializaram-se da importância do velho Mosteiro. Entre estes cidadãos encontravam-se principalmente Manuel Vieira de Natividade (1860-1918), historiador, arqueólogo e agrónomo. Este último tornou pública a sua obra sobre o Mosteiro de Alcobaça em 1885. O Presidente da Câmara só em 1901 fez uma petição junto ao governo para a reparação e a limpeza da fachada do Mosteiro. Em 1907, o governo português publicou, pela primeira vez, um decreto que protegia partes do Mosteiro. A partir de 1929, o Estado, com a ajuda dos serviços responsáveis pelos monumentos, começou a reparar de forma sistemática a Igreja e o Mosteiro medieval, restituindo-lhes o seu aspecto original. Nos anos 1990, a ala sul do Mosteiro passou novamente para o domínio do estado e os dois claustros, juntamente com as suas construções datadas dos séculos XVI a XVIII, foram  restituídos, apenas, em 2003. A igreja e a parte medieval eram consideradas património mundial pela UNESCO 1989. Depois de o Mosteiro ter sido seriamente danificado por uma estrada principal que atravessava a praça principal continuando ao longo do lado norte, causando uma poluição devastadora ao edifício. A circulação de trânsito nessa via foi cancelada e a praça do Mosteiro foi totalmente alterada de acordo com a sua situação histórica, com apoio da União Europeia. Em 7 de Julho de 2007 o mosteiro foi eleito como uma das Sete Maravilhas de Portugal.

## Significado cultural da Abadia

### Ensino e economia
O desenvolvimento da agricultura era um ponto fulcral na cultura medieval dos monges, que já nos primeiros povoamentos da região de Alcobaça colocaram a primeira pedra  para uma agricultura próspera. Os monges instruíam os colonos e ensinavam-lhes algumas perícias artesanais. Deste modo, eles promoviam o artesanato que na época medieval só existia nas cidades. A escola pública, criada no ano de 1269, assim como as escolas de agricultura criadas na época medieval, como a escola de agricultura datada do século XIV na Quinta do Campo em Valado dos Frades, também as escolas de agricultura em Alvorninha, Vimeiro e Maiorga, são  exemplos dessa instrução. Assim, floresceram cidades numa área de ca.600 km², das quais durante muito tempo muitas ainda criaram concelhos. Destas cidades só subsistiram Alcobaça e a Nazaré. Até hoje, a paisagem encontra-se marcada pelo mais alto grau de aproveitamento (como fruta, vegetais, vinho e óleo). Por outro lado, as capacidades artesanais, especialmente cuidadas, conduziram a um florescimento do artesanato em Portugal no século XIX, desde a criação de fábricas de papel, de vidro.

### Ciência
O facto de, em 1755, ter sido criada uma das maiores bibliotecas deve-se ao surgimento de inúmeros monges cronistas e historiadores (como Frei Bernardo de Brito,  Frei António Brandão e Frei Fortunato de São Boaventura). Estes monges tornaram-se conhecidos pelos Cronistas de Alcobaça. Eles publicaram durante séculos a Monarchia Lusitana, uma obra que tratava da História de Portugal, mas que também fazia referência, através de monografias, a diversos temas históricos.

### Arte
À excepção das partes medievais do Mosteiro, que impressionam devido à sua simplicidade, os monges não deixaram marcas significativas deste tempo para além de duas estátuas de Nossa Senhora, datadas do século XV e XVI, respectivamente. O motivo prendia-se não só com a proibição, por parte dos cistercienses, de representar imagens, mas também com os ideais de virtude, prevalecendo os valores da simplicidade e da modéstia. A influência da Casa Real e o desligamento de Claraval fizeram cair estes ideais e, a partir do século XVII, formou-se uma escola de arte barroca extremamente produtiva, que criava esculturas de barro. A maior parte das obras são anónimas, sendo atribuídas, de uma forma geral, aos Barristas de Alcobaça Ainda hoje, a Capela das Relíquias na sacristia, o grupo com a representação da morte de São Bernardo, que se encontra numa capela com o mesmo nome no transepto a sul da Igreja (e que fora extremamente danificada pelas Invasões Francesas em 1810) e um grande número de imagens de altar, em tamanho real , que se encontram normalmente nas capelas da Rotunda e do Mosteiro, são um testemunho dessas esculturas. Uma parte dessas estátuas, assim como a da representação de Santa Ana, também aqui presente, são originárias do altar de uma capela-radial, que tinha sido dedicada à Sagrada Família.

### Congregações filhas
A importância da abadia apoiava-se mais no seu poder espiritual e político que atingira em Portugal, não tratando das fundações das congregações-filhas. Enquanto a abadia se encontrou sob o poder de Claraval, era aqui que eram tomadas as decisões relativamente a qualquer fundações de congregações-filhas. O abade de Alcobaça fundou um convento, em 1279, em Cós - que se localiza a apenas 8 km de distância de Alcobaça-, o Mosteiro de Santa Maria de Cós e por meio de uma determinação testamentária do rei D. Sancho II (1209-1248). No entanto, este convento vivia "na sombra" da Abadia  até ao ano de 1558, adquirindo importância a partir do momento em que o cardeal D. Henrique se tornou abade de Alcobaça, de 1540 a 1580, e o completou. Do convento ainda existem a Igreja, o coro e a sacristia. Em 1566, D. Henrique fundou nos Capuchos (em Évora de Alcobaça) - que também se localiza a poucos quilómetros de distância de Alcobaça-, o Convento de Santa Maria Madaleina, um mosteiro para monges Franciscanos, que aí permaneceram até à dissolução dos mosteiros no ano de 1834. Deste mosteiro somente existem as ruínas ao lado de uma capela. Na sequência da grande influência que os cistercienses adquiriram em Portugal, alguns mosteiros de outra proveniência submeteram-se à Ordem dos Cistercienses. Desta maneira, a abadia de Alcobaça passou a deter, mais tarde, também a jurisdição, enquanto Congregação Autónoma dos Cistercienses em Portugal. No entanto, não se trata, propriamente, de filiais do Mosteiro como, por exemplo, aquelas que aparecem nos índices de livros cistercienses como mosteiros fundados por Alcobaça, como Santa Maria de Tamaraes, Santa da Maria de Maceira Dão, Santa Maria de Bouro, Estrela e São Paulo de Frades, todos eles de origem beneditina.

## Número de monges
Segundo a lenda, terão vivido na abadia de Alcobaça 999 monges, estando o número 1000 reservado ao rei. Na verdade, este número de monges nunca existiu. Infelizmente, não existe bibliografia precisa sobre o assunto. Os cistercienses, tal como outros mosteiros, faziam a distinção entre os monges brancos (frei) e os irmãos leigos. Nos primeiros séculos de construção, do povoamento do território do Mosteiro e da criação dos coutos, é possível que o número dos irmãos leigos tenha ultrapassado o dos monges brancos na proporção de 2 para 1. Deste modo, pensa-se terem existido ca. de 500 monges, dos quais ca. de 130 eram monges brancos. Por volta de 1500, prova-se a existência de ca. de 150 monges brancos, tendo o número de irmãos leigos diminuido já no século XIV. Ao longo do século XVI, o número de monges brancos diminuiu para 40, aumentando para 110 aquando da nomeação de Alcobaça como Congregação Autónoma dos Cistercienses em Portugal. Em 1762, contavam-se 139 monges brancos. A partir dos relatos existentes sobre a capacidade da cozinha nova, terminada por volta de 1700, é de presumir que o Mosteiro, nesse tempo, alojasse novamente ca. de 500 pessoas.